# Ropucha paskówka
Ropucha paskówka (Epidalea calamita) – gatunek płaza bezogonowego z rodziny ropuchowatych (Bufonidae), jedyny przedstawiciel rodzaju Epidalea. Jest to najmniejsza ropucha z żyjących w Polsce i Zachodniej oraz Środkowej Europie. Na terenie Polski objęta jest ścisłą ochroną gatunkową.

## Budowa
Ropucha paskówka osiąga do 8 cm długości.
Płaz wyróżnia się podłużnym paskiem barwy żółtej ciągnącym się wzdłuż grzbietu koloru szarego brązu.
Ciekawą cechą tego gatunku jest charakterystyczny bieg, płazy te nie wykonują skoków.

## Ekologia
Zwierzę w Europie Środkowej spotyka się od kwietnia do października. Okres godowy uzależniony jest od intensywnych opadów deszczu, trwa między kwietniem a pierwszą połową sierpnia, ampleksus pachowy, samica składa sznury skrzeku 2,5–4 tysiąca jaj, kijanki są czarne i drobne, przebywają na płyciznach, mają bardziej jajowaty kształt od identycznych w początkowym stadium rozwoju kijanek ropuchy zielonej, metamorfoza następuje bardzo szybko po 4–8 tygodniach. Jako miejsca godów płaz ten wybiera zazwyczaj okresowe, płytkie nasłonecznione i ciepłe zbiorniki wodne, najczęściej pozbawione roślin wodnych, np. świeżo powstałe kałuże, rowy melioracyjne, zastoiska wody w miejscach wydobywania żwiru, piasku, miejsca budowy dróg, zalewane okresowo łąki, widywano również gody w zbiornikach retencyjnych przy autostradach jak i w małych wiejskich zarybionych stawach. Ropucha ta spotykana jest na wrzosowiskach, piaszczystych glebach, żwirowniach, piaskowniach, polach uprawnych, lubi miejsca otwarte, nasłonecznione i suche, poza okresem godów żyje wyłącznie na lądzie. Płaz ten w poszukiwaniu nowego odpowiedniego siedliska może przebyć około 5–7 km, zimuje w wykopanych przez siebie norkach, według niektórych autorów, nawet na głębokości 3 m.